# ナムプリックヌム
ナムプリックヌム (タイ語: น้ำพริกหนุ่ม、発音 [nám pʰrík nùm])は、ナムプリックの一種。主菜の脇に置かれる小鉢や受け皿に薬味やディップとして入れて提供されるのが一般的で、主に生野菜や茹で野菜、もち米、豚の皮などに添えられる。

## 栄養価
ナムプリックヌム100グラム当たりのカロリーは56.61キロカロリー（うち脂肪由来分が6.21キロカロリー）、脂質は0.69グラム、蛋白質は3.31グラム、炭水化物は9.29グラム、食物繊維は4.97グラムである。ナムプリックヌムは、脂質と熱量は低いものの、食物繊維に富む。ナムプリックヌムが含有するフェノール化合物は100グラム当たり499 mg GAEで、1リットルあたり0.29グラムの遊離基を中和することができる。